# West Todd (Dakota del Sur)
West Todd es un territorio no organizado ubicado en el condado de Todd en el estado estadounidense de Dakota del Sur. En el Censo de 2010 tenía una población de 4863 habitantes y una densidad poblacional de 2,83 personas por km².

## Geografía
West Todd se encuentra ubicado en las coordenadas 43°11′37″N 100°58′35″O / 43.19361, -100.97639. Según la Oficina del Censo de los Estados Unidos, West Todd tiene una superficie total de 1720.92 km², de la cual 1718.23 km² corresponden a tierra firme y (0.16%) 2.69 km² es agua.

## Demografía
Según el censo de 2010, había 4863 personas residiendo en West Todd. La densidad de población era de 2,83 hab./km². De los 4863 habitantes, West Todd estaba compuesto por el 4.91% blancos, el 0.08% eran afroamericanos, el 93.67% eran amerindios, el 0.02% eran asiáticos, el 0% eran isleños del Pacífico, el 0.23% eran de otras razas y el 1.09% pertenecían a dos o más razas. Del total de la población el 2.63% eran hispanos o latinos de cualquier raza.